# Lablabi

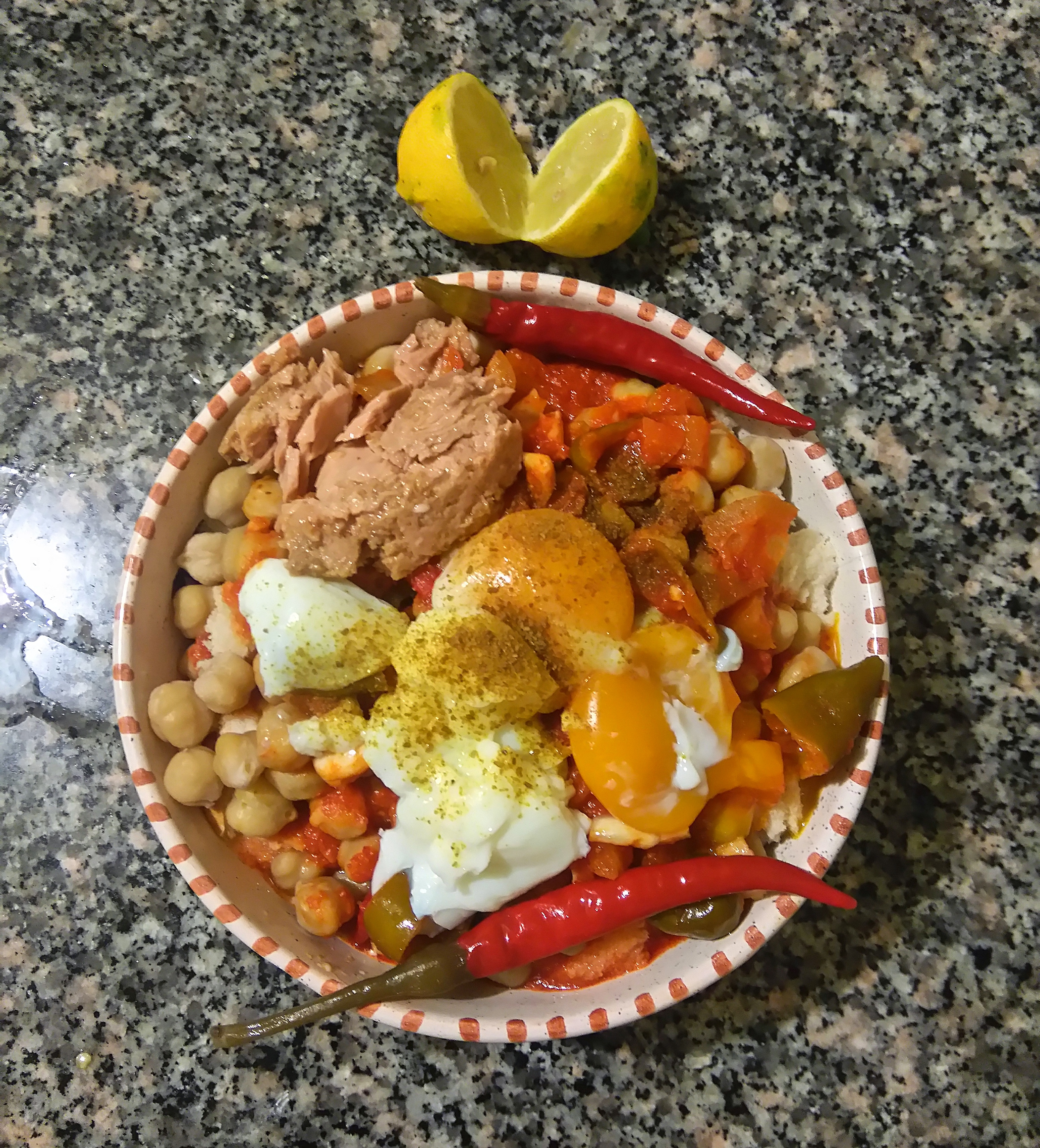
Lablabi

Lablabi é uma sopa de grão-de-bico bastante condimentada e muito popular na Tunísia. Na receita mais simples, coze-se o grão junta-se alho, cominho, sal e harissa (um molho picante tunisino), deixa-se ferver em lume brando e, na altura de servir, junta-se azeite, sumo de limão e pão ralado ou pedaços de pão da véspera. Noutras receitas, começa-se por refogar alho, cebola, cenoura e aipo em azeite e junta-se o grão com a água de cozer, que também pode ser caldo de galinha; podem ainda juntar-se ovos cozidos e peixe frito da véspera.